# Dereck Hard
Matěj Dereck Hard (* 23. července 1985 Praha-Vinohrady) je český fotograf. Zabývá se výtvarnou inscenovanou fotografií, pořizuje portréty, autoportréty, minimalistická zátiší a také příběhové série. Ve většině případů propojuje umělá záblesková světla s přirozeným ambientním osvětlením. Sérii NE! v přírodě a některé další nasnímal na středoformátový fotoaparát Hasselblad, většinu fotografií pak tvoří na DSLR fotoaparát značky Canon. Portrétoval významné hudebníky, umělce a sportovce, jako jsou například: Jaromír Jágr, Tomáš Hanák, Karel Schwarzenberg, Dagmar Havlová, Jiří Korn, Ben Cristovao, Andrea Růžičková, David Kraus nebo Barbora Strýcová.

## Život
Matěj Dereck Hard se narodil 23. července 1985 v Praze. Absolvoval magisterské studium na Institutu tvůrčí fotografie na Slezské univerzitě v Opavě.
Od roku 2007 vydával magazín o freestyle BMX – LOVEBMX, kam fotografoval sportovní snímky disciplíny flatland. Od roku 2010 vydával časopis Are We BASTARDS?! o městské street kultuře. Do tohoto časopisu aktivně fotografoval přední české urban culture hudebníky, umělce a sportovce. Přes pět let vytvářel autorské fotografické seriály pro společnost Red Bull, fotografické seriály tvoří například i pro české ministerstvo životního prostředí či značky jako Potten & Pannen nebo Zacapa XO.
Primárně se však věnuje volné umělecké tvorbě, ve které se věnuje uceleným výtvarným cyklům s hlubší myšlenkou a jasným rukopisem autora. Jde především o inscenovanou portrétní fotografii, autoportréty, minimalistická zátiší a také příběhové série. Mezi české osobnosti, které fotografoval a se kterými spolupracoval patří: Jaromír Jágr, Tomáš Hanák, Karel Schwarzenberg, Dagmar Havlová, Jiří Korn, Zdeněk Pohlreich, Ben Cristovao, Přemek Forejt, Ego, Andrea Růžičková, Ektor, Eva Samková, Liběna Rochová, DJ Wich, Matěj Ruppert, Kazma, Jakub Kohák, Smack, Tonya Graves, Radek Kašpárek, Hugo Toxxx, Petr Čtvrtníček, Vladimír 518, Adam Mišík nebo Sharlota. Kromě toho vydává autorské fotografické knihy. Tou poslední byla fotografická pohádka ZUličníci 2 (vydalo hlavní město Praha – odbor ochrany prostředí, 2022). Je ženatý s žurnalistkou a fotografkou Mariou Hard (1990) a společně mají dceru Emu (2019). S manželkou vytvořili cinemagrafovou pohádku proti šikaně KiDÓ., která měla premiéru v únoru 2024.

## Ceny a ocenění
- ND Awards 2024, Autoportrét - zlatá medaile
- Trierenberg Super Circuit 2021, Série a sekvence – zlatá medaile[11]
- TIFA – Tokyo International Foto Awards 2019, Umění / Zátiší – zlatá medaile, Umění / Pohyblivá fotografie – zlatá medaile, Lidé / Autoportrét – bronzová medaile[12][13][14]
- ND Awards 2019, Special: Otevřené téma – druhé místo[15]
- IPA – International Photography Awards 2019, Lidé / Autoportrét – druhé místo, Kniha / Ostatní – třetí místo[16]
- PX3 – Prix de la Photographie Paris 2019, kategorie Kniha / Ostatní – stříbrná medaile[17]
- MIFA – Moscow International Foto Awards 2019, kategorie Umění / Pohybová fotografie – zlatá medaile[18]
- Czech Press Photo 2018, kategorie Lifestyle – dvojitý finalista[19]
- Czech Press Photo 2017, Grant Prahy (série Livi´n)[20][21][22][2]

## Cykly
- (we are Only) dOts (2021) je série minimalistických zátiší ve stylu fotografického suprematismu. Jedná se o metaforu na lidskost, kdy jednotlivé černé tečky zastupují člověka jako jedince.
- At what cost (2020) je série minimalistických zátiší bílých předmětů namáčených v krvi na bílém pozadí. Jedná se o sérii, která poutavou výtvarnou formou, kritizuje týrání a zneužívání zvířat, konkrétně kožedělného průmyslu, nadbytku produkce masa a mléčných výrobků, lovu a testování produktů na zvířatech.
- Hard hearts (2020) je série minimalistických zátiší, kterou autor vytvořil jako dar k jubilejním 30. narozeninám manželky Marii. Jedná se o zvířecí srdce namáčená v pestrobarevných akrylových barvách.
- NE! v přírodě (2020) byla umělecká kampaň upozorňující na nevhodné chování v přírodě nafocena se známými tvářemi z řad umělců a sportovců. Jedná se o společný projekt umělce a Magistrátu hlavního města Prahy.[23][24][25][26]

- 9 (2019) je série inscenovaných fotografií o smutku ve vztahu, ale se šťastným koncem! Každý snímek představuje jeden měsíc během těhotenství. V hlavní roli se objevil sám autor a jeho snoubenka Maria v době očekávání jejich dcery Emy.[27]
- All that glitters is not gold (2019) je série minimalistických zátiší zlatých předmětů na zlatém pozadí. Jedná se o předměty, které jsou opakem bohatství, prosperity a luxusu. Autor sérii vymyslel, když byl sám na dovolené v Dubaji.
- Povolání. ŽENA (2018) je série inscenovaných autoportrétů, v nichž se autor stylizoval do šesti ženských postav a jejich různých profesí. Série vznikla jako pocta ženám, kterých si autor velmi váží a na chvíli se dokázal vcítit do jejich role.
- Telefon (2017) je série inscenovaných fotografií, které kritizují závislost lidí na chytrých telefonech. V hlavní roli série zpěvák David Kraus a jeho partnerka, tenistka, Barbora Strýcová. Série prezentována formou cinemagrafového videa s autorskou hudbou, mluveným slovem a ústřední písní.[18]
- KURO NI KURO (2016) je série minimalistických zátiší. Každé zátiší zastupuje různé předměty, které autorovi evokovaly jeho tehdejší komplikovaný partnerský vztah.
- WORDS (2015) je série minimalistických kruhových zátiší. Autor zvolil pět anglických slov, která poskládal z předmětů, která u něj evokovala významový opak daných slov.[12]
- Mám virózu (piju) (2015) je série inscenovaných autoportrétů, ve kterých se autor stylizoval do šesti různých alkoholiků a milovníků pití. Název parafrázuje výrok tehdejšího českého prezidenta Zemana, kdy před médii nazval svou silnou opilost virózou.
- Suicide Still Lifes (2014–2015) je série minimalistických sebevražedných zátiší. Každé zátiší zastupuje různé druhy sebevražd. Celá série vznikla jako arteterapie, kdy se autor rozváděl s tehdejší manželkou.
- One Man Many Styles (2013) je série inscenovaných dvoj-autoportrétů. Autor se stylizoval do šesti partnerských párů – fanoušků určitých hudebních žánrů. Na všech snímcích vystupuje jako dívka i chlapec.[28]
- Little Reality (2012–2016) je série inscenovaných fotografií, ve kterých se autor snažil o vytvoření vlastní reality pomocí sběratelských figurek (hvězd filmového a hudebního nebe), die-cast modelů aut a miniaturních rekvizit. Cílem autora bylo, aby na diváka fotografie působily jako zastavené scény z filmu a zároveň, aby divák tápal, zda jde o skutečného člověka či nikoliv.
- Urban Still Lifes (2012) je série minimalistických městských zátiší. Každé zátiší zastupuje určitý typ člověka v městském prostředí. Rekvizity byly zapůjčeny od konkrétních lidí, které zastupují jednotlivá zátiší.

## Galerie

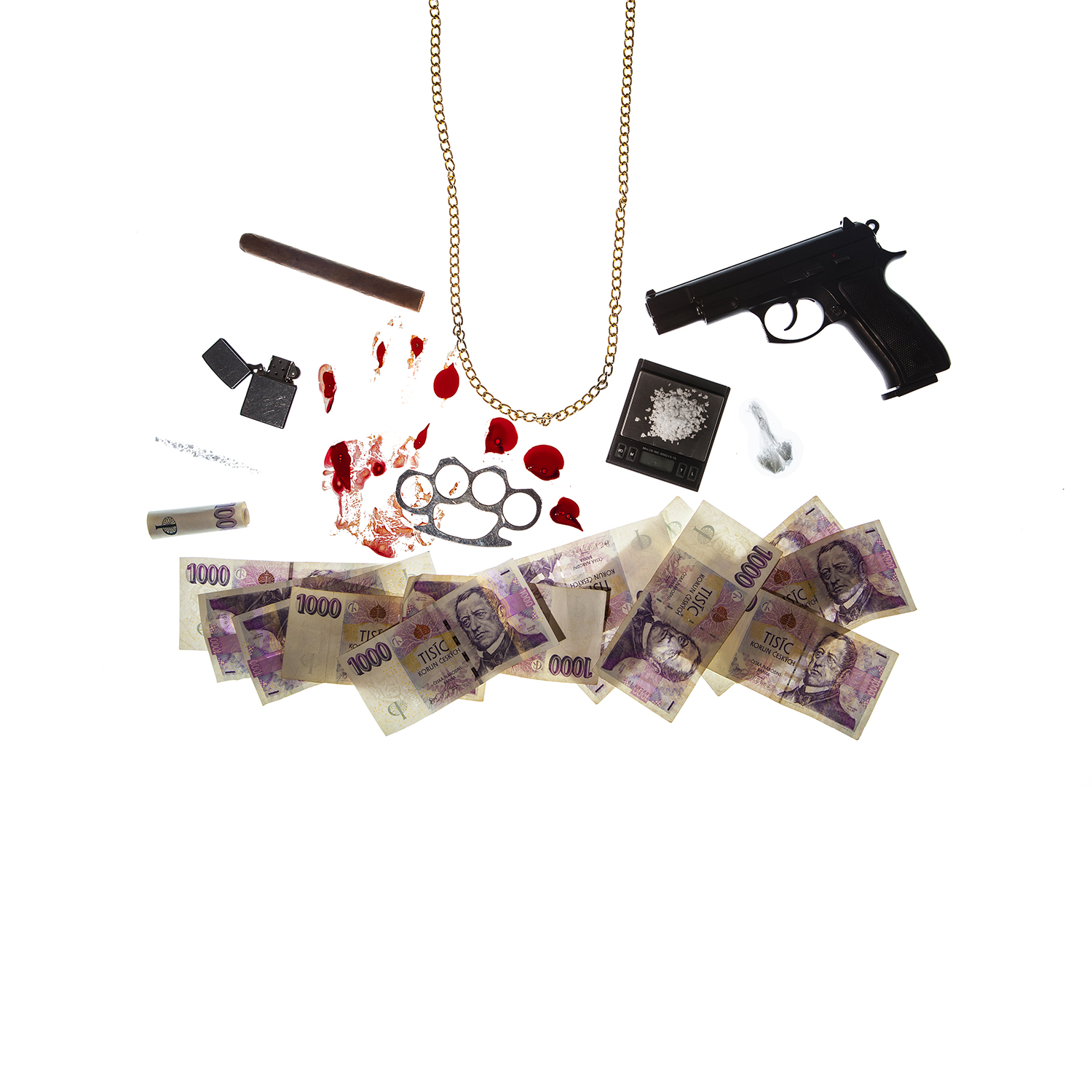
Gangster ze série Urban Still Lifes, 2013
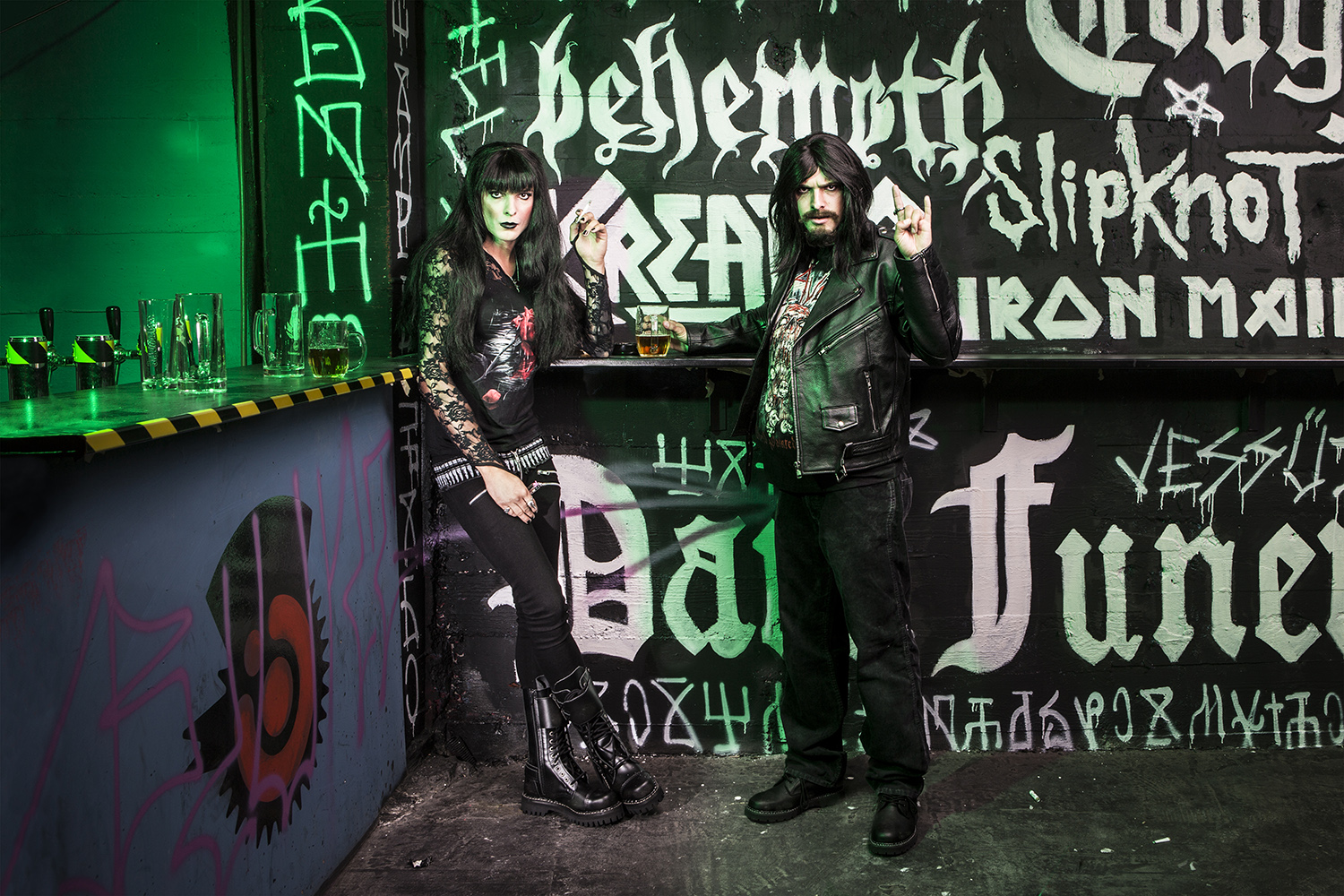
Metal ze série One Man Many Styles, 2013
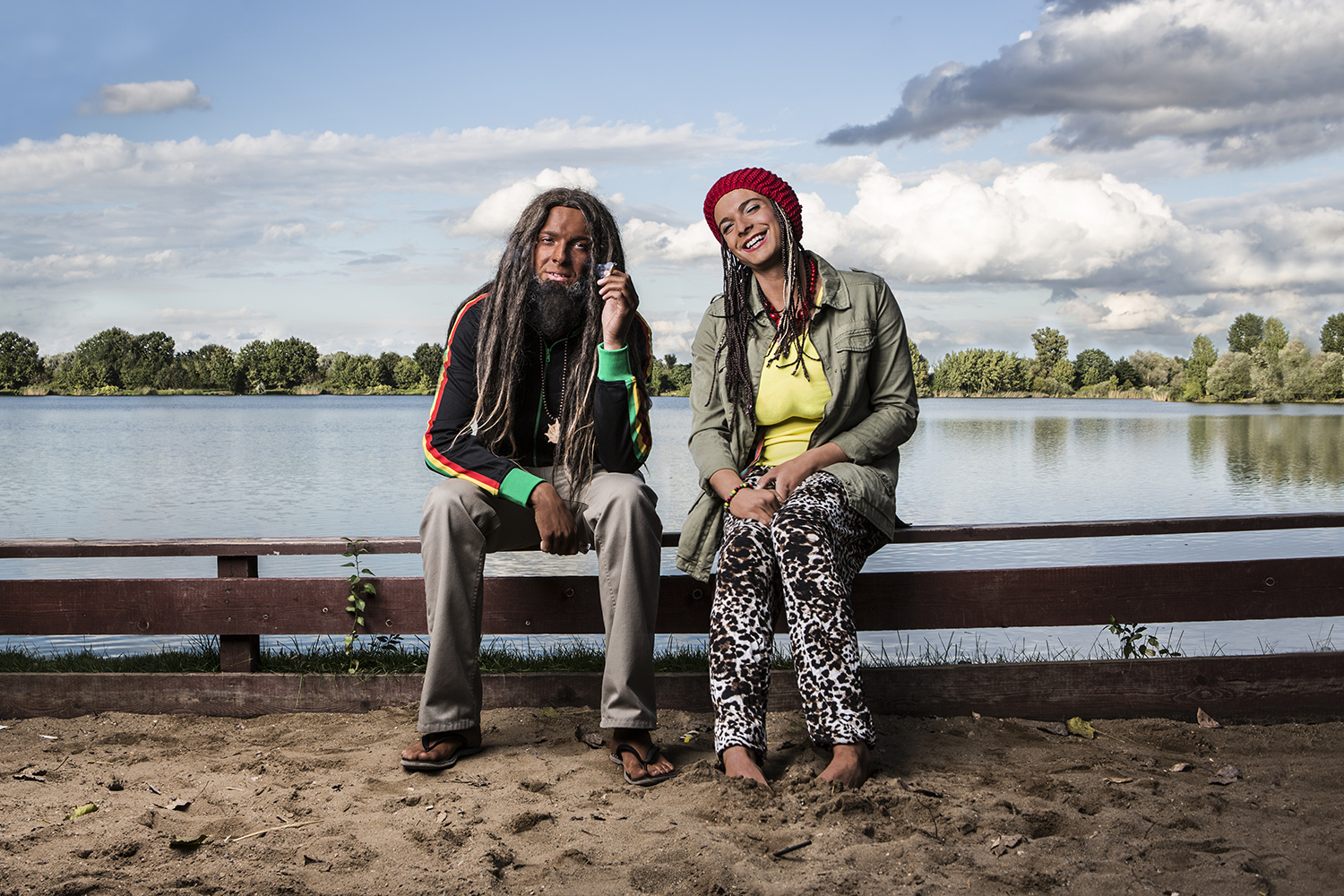
Reggae ze série One Man Many Styles, 2013
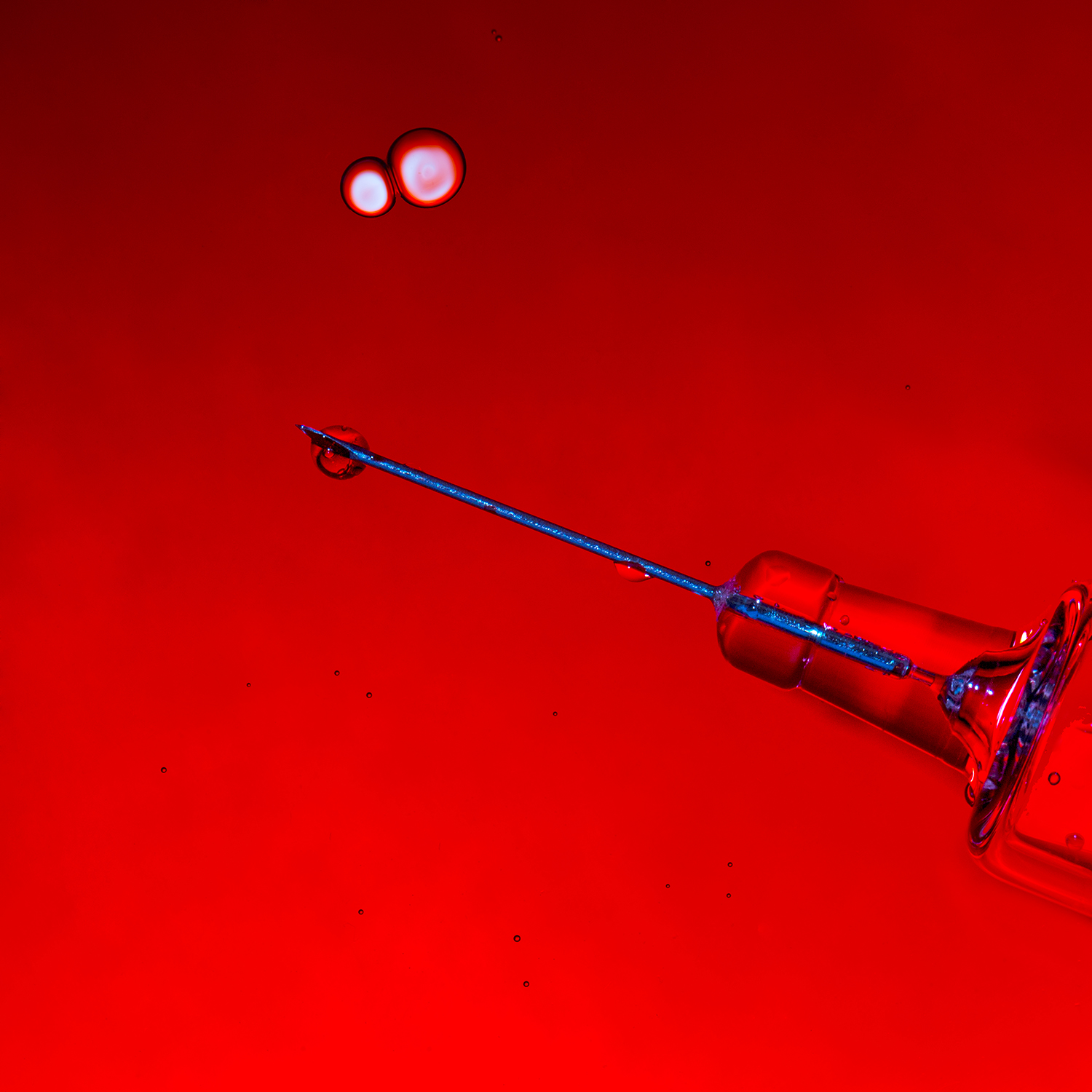
Air in Vein ze série Suicide Still Lifes, 2015
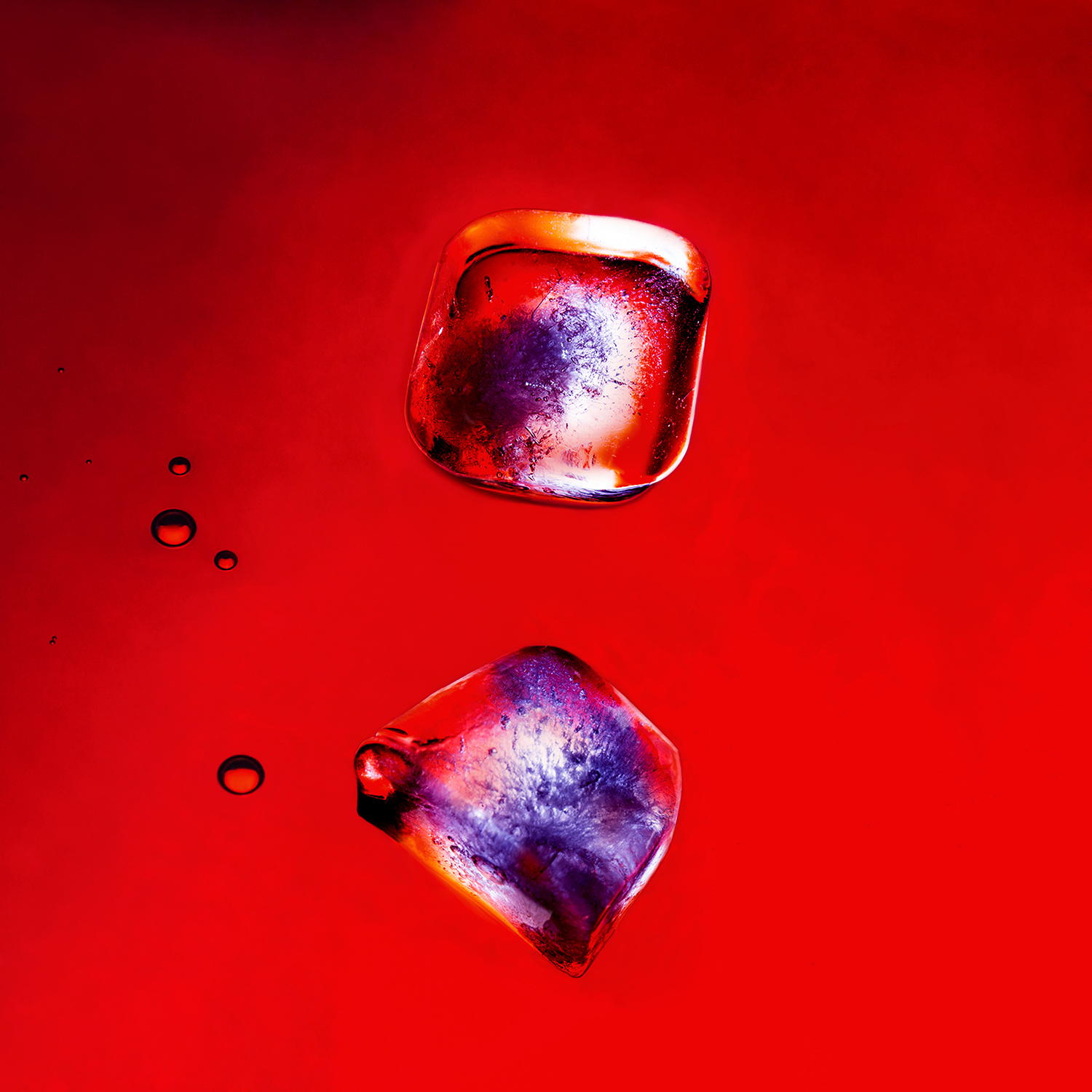
Freezing to death ze série Suicide Still Lifes, 2015
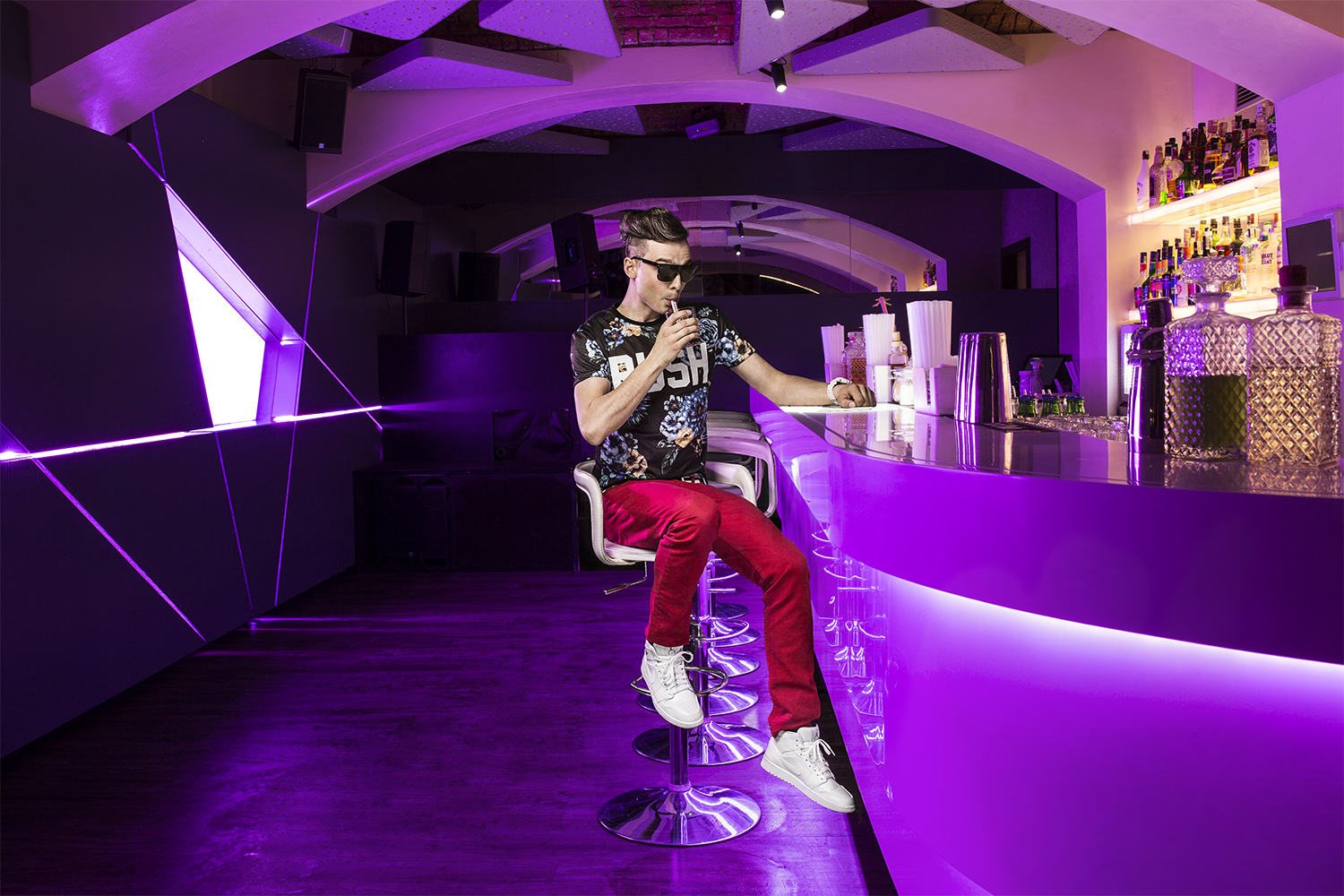
I drink in the club ze série Drink issues, 2015
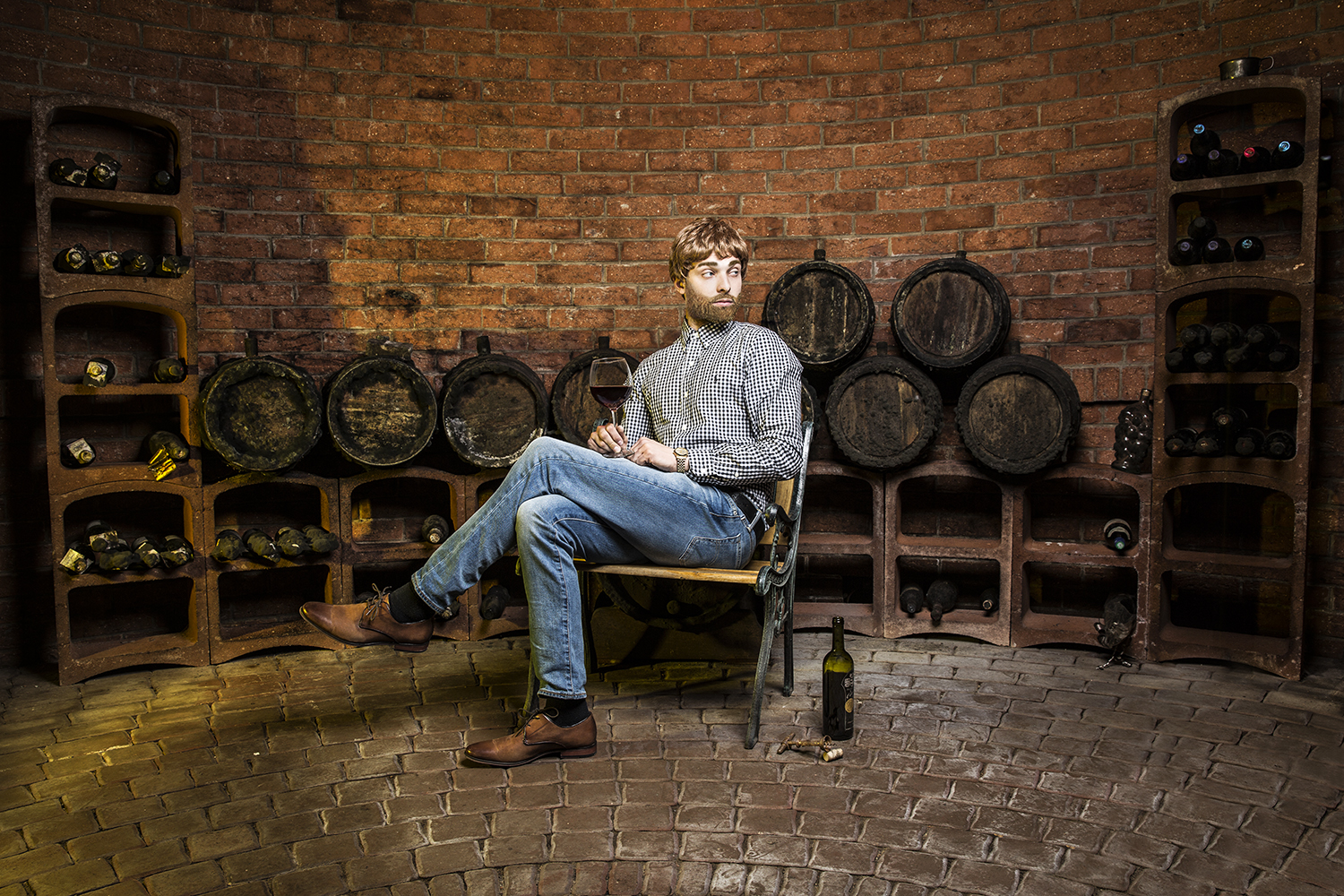
I drink in the wine cellar ze série Drink issues, 2015
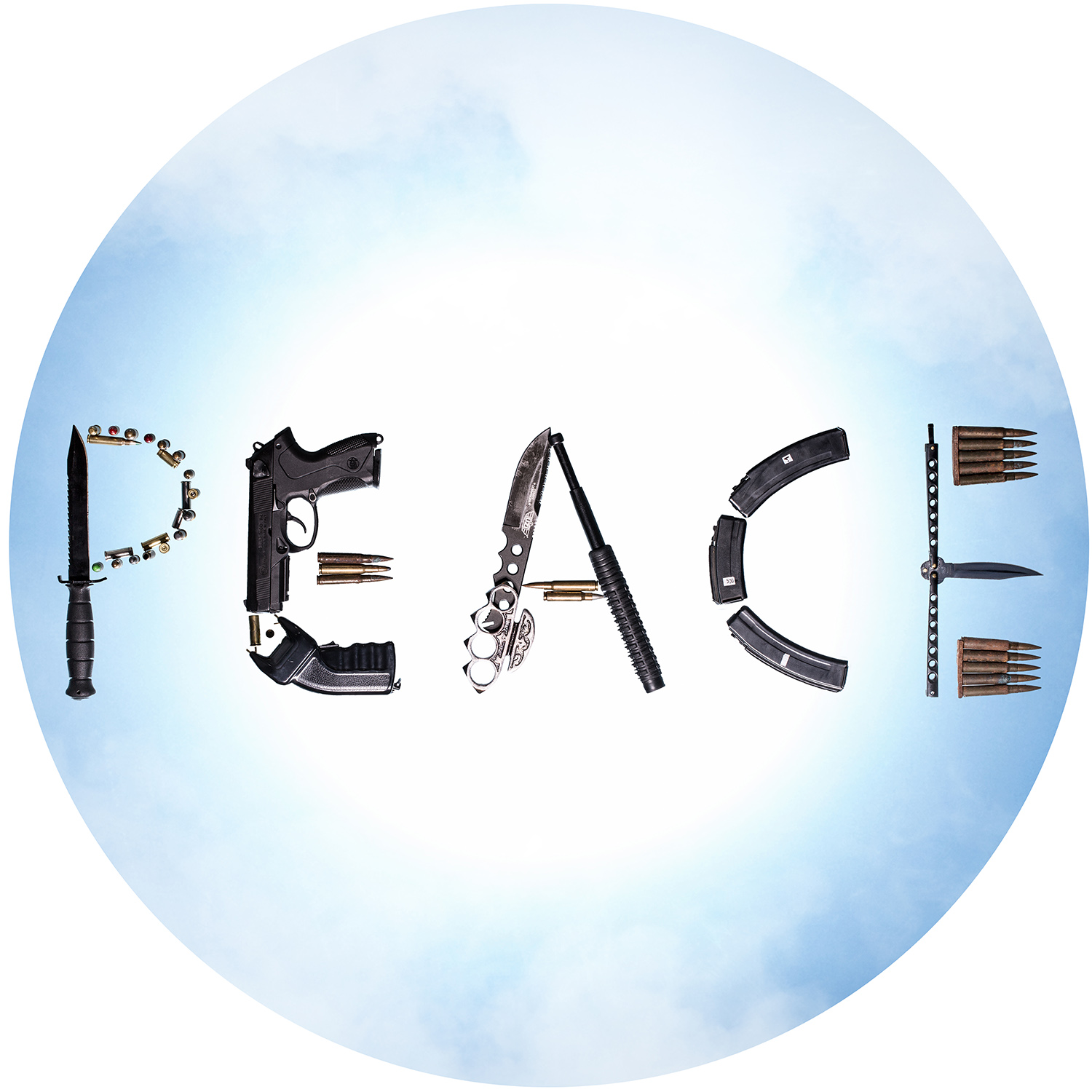
PEACE ze série WORDS, 2015
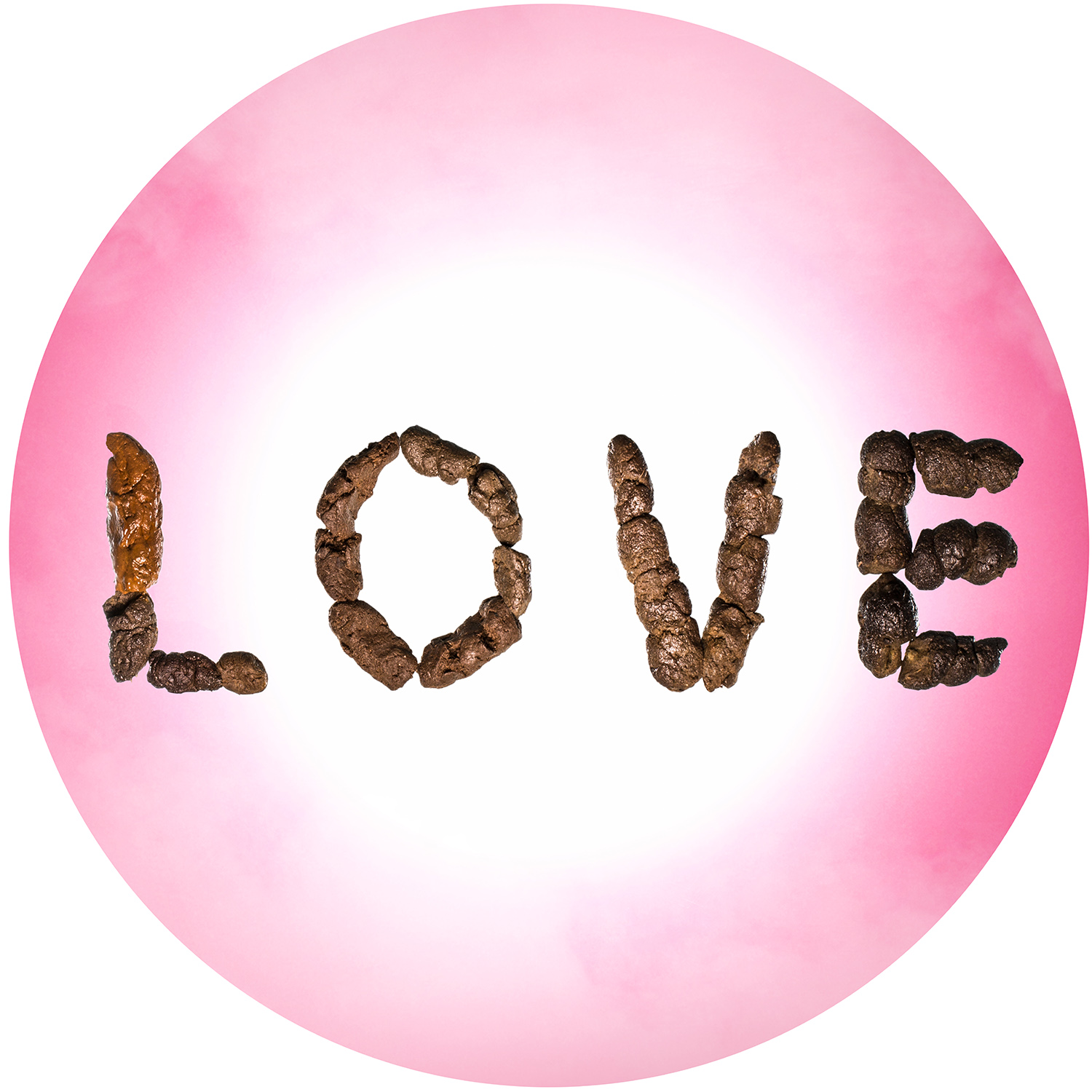
LOVE ze série WORDS, 2015
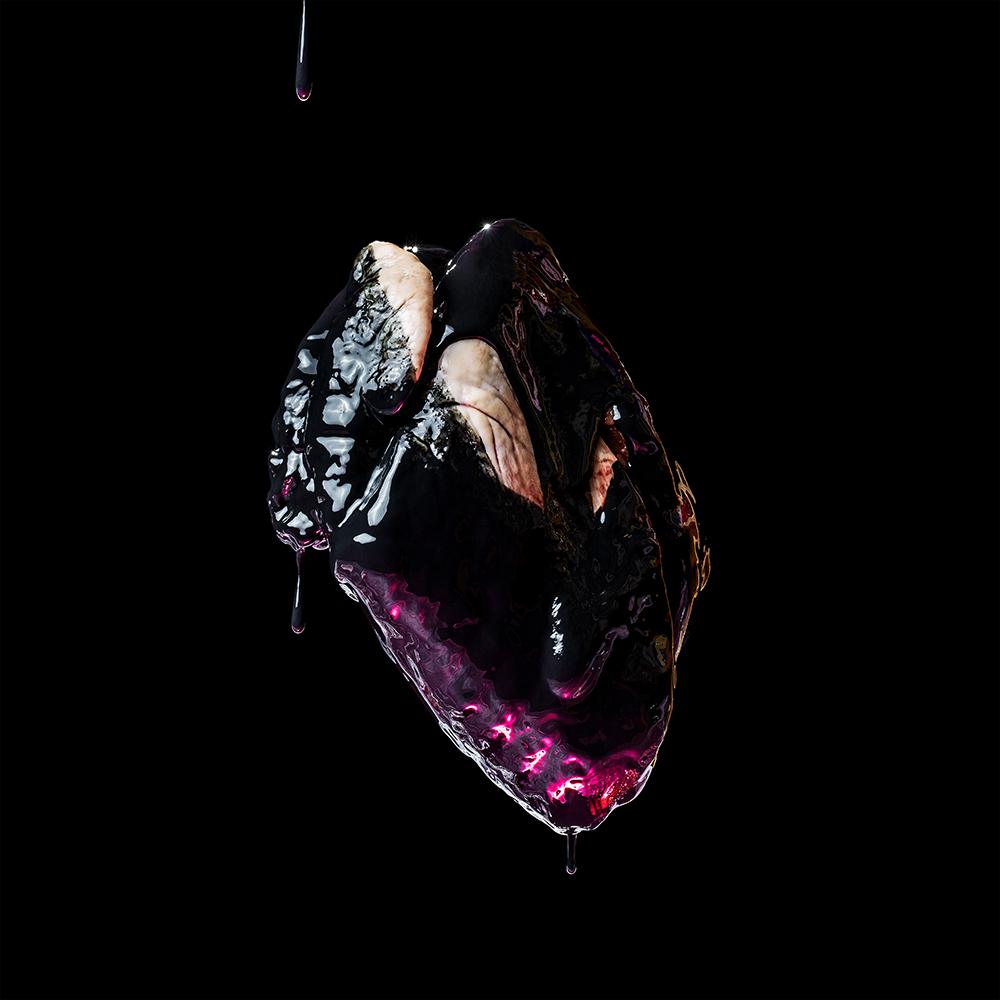
Ai (Láska) ze série KURO NI KURO (japonsky Černá na černé), 2016
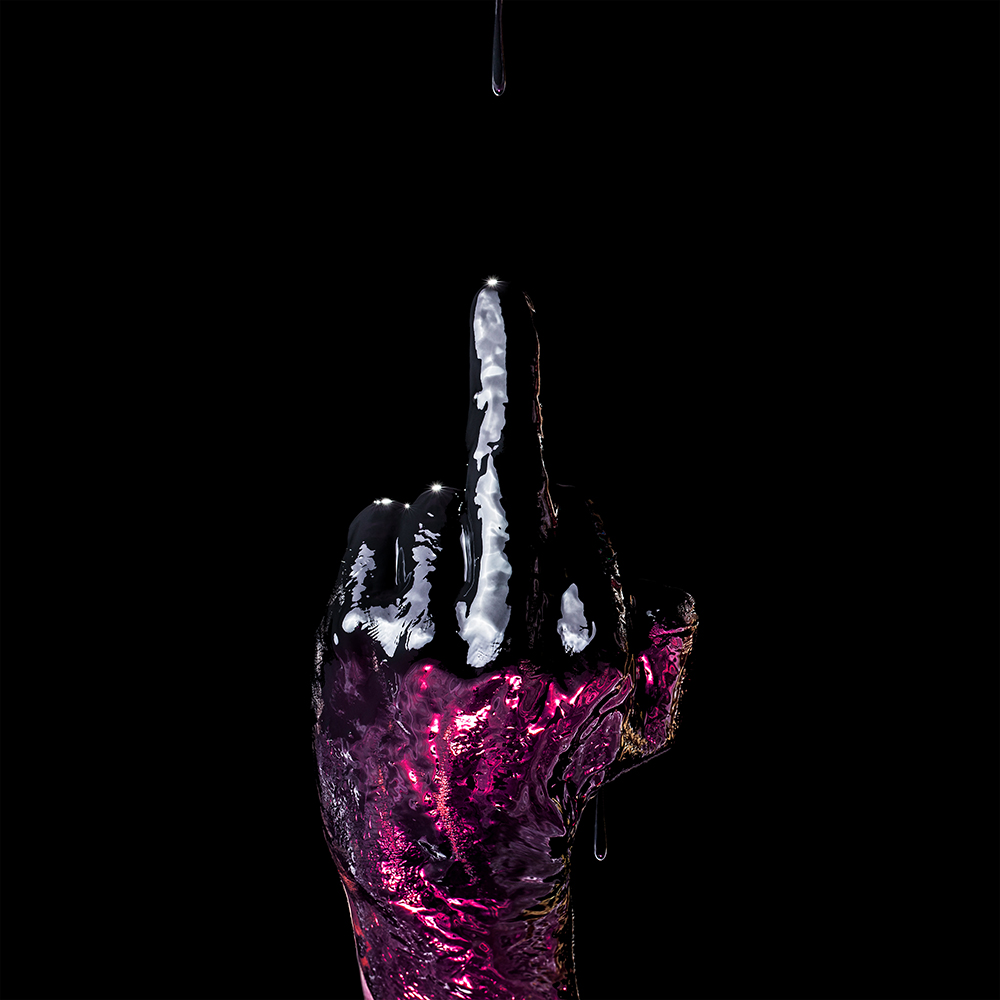
Nakayubi (Prostředníček) ze série KURO NI KURO (japonsky Černá na černé), 2016
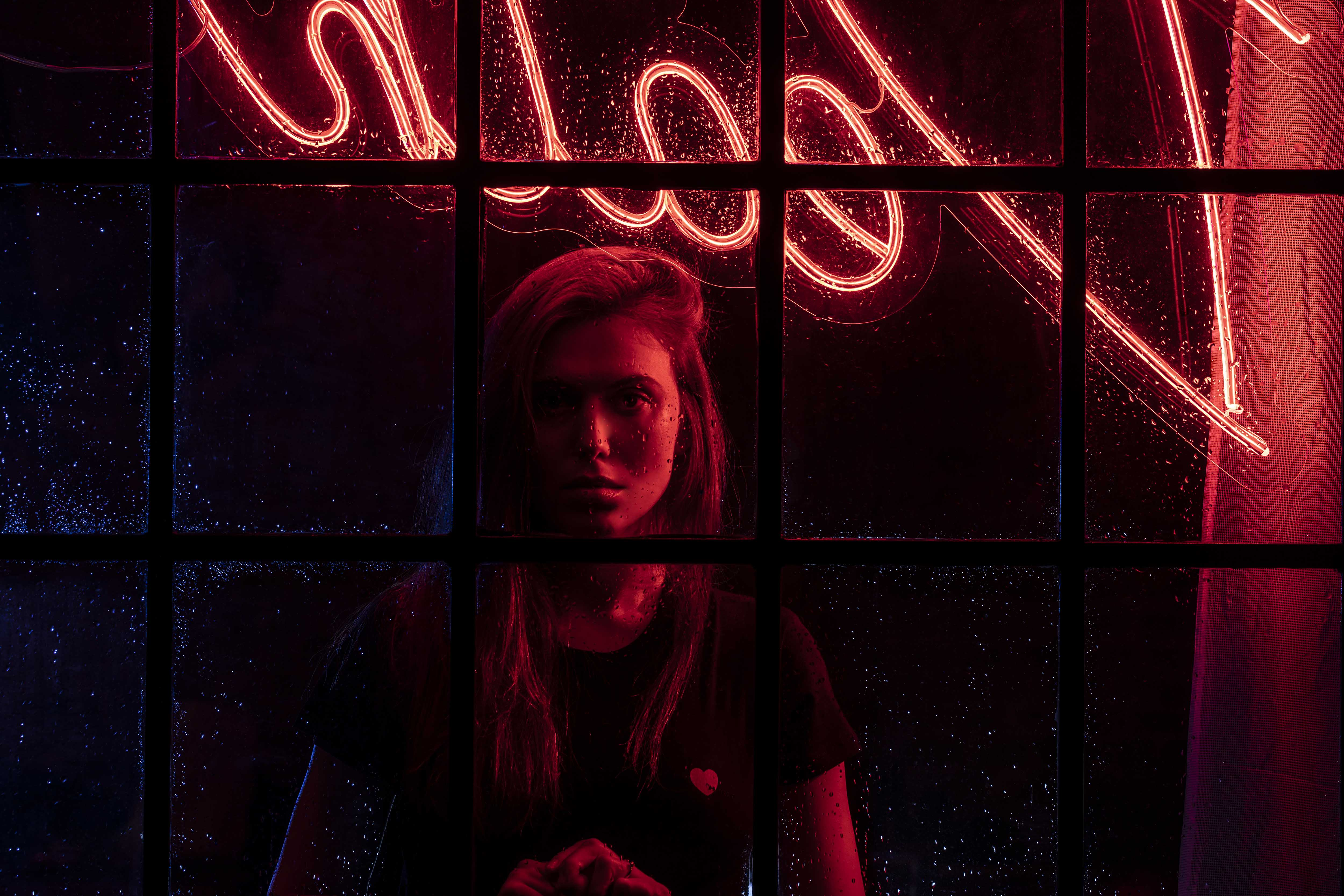
Fotografie č. 6 ze série 9, 2019
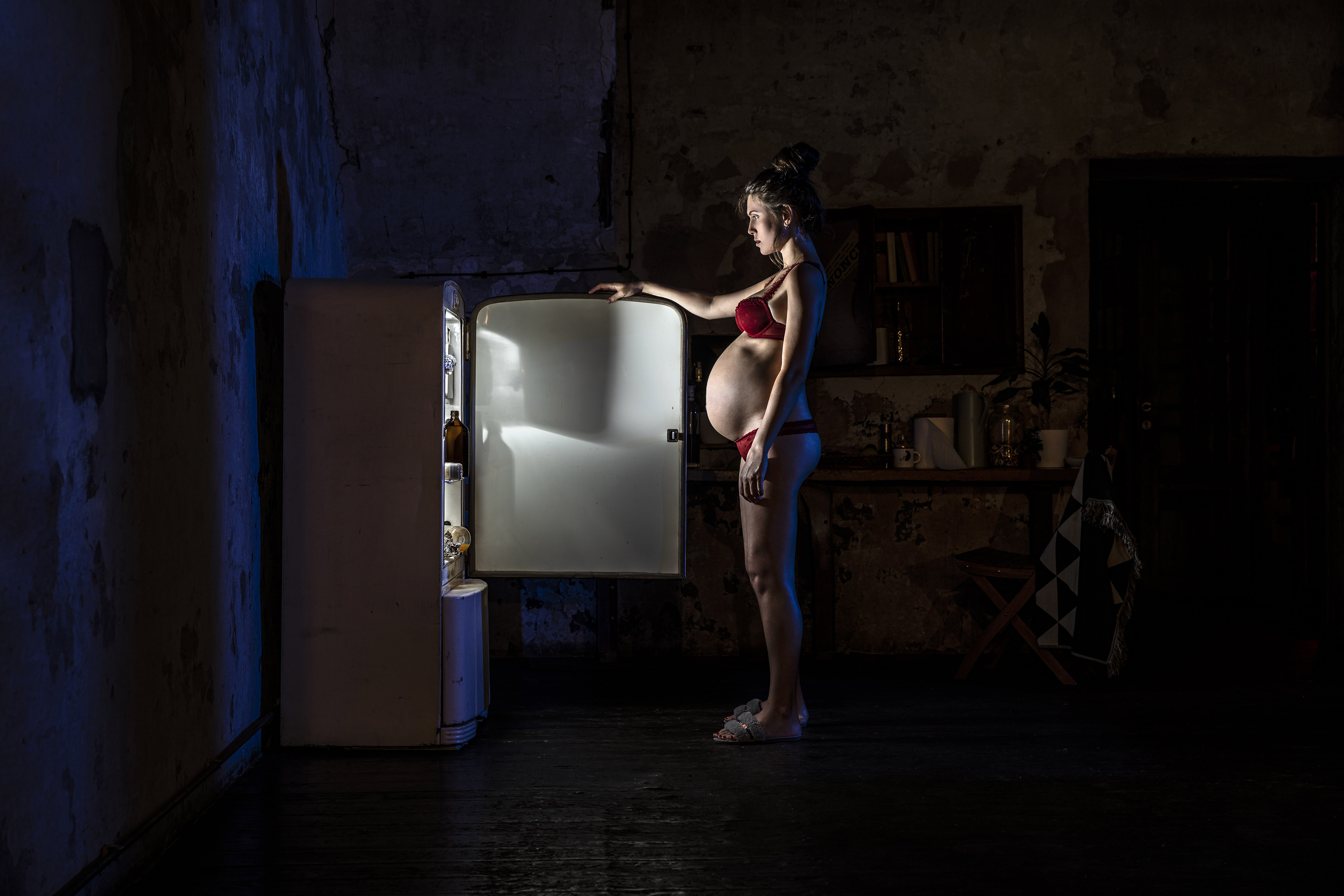
Fotografie č. 7 ze série 9, 2019
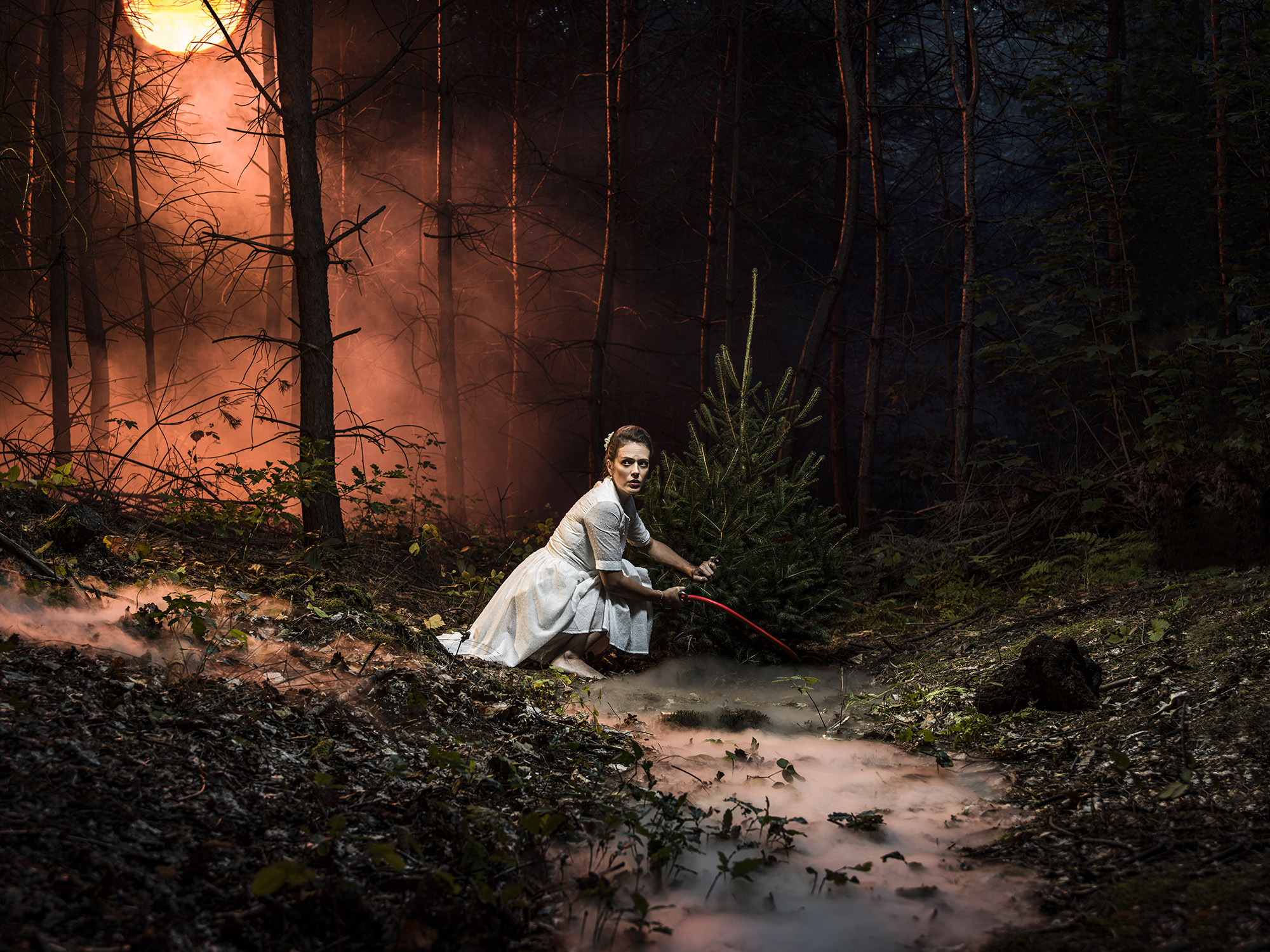
Andrea Růžičková – Vandalismus na zeleni ze série NE! v přírodě, 2020
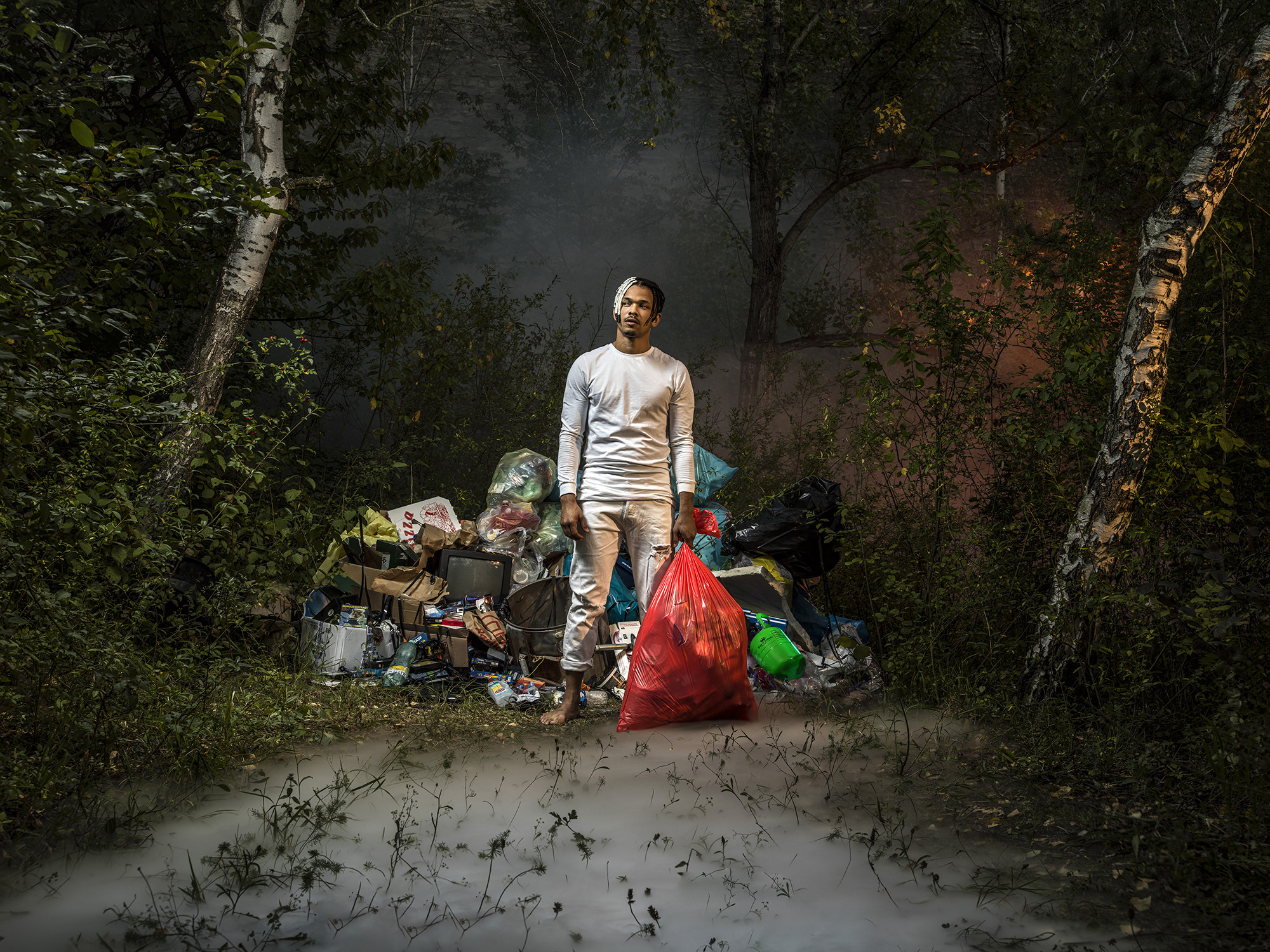
Ben Cristovao – Nedovolené skládka ze série NE! v přírodě, 2020

## Publikace
- THINGS, monografie vyšla jako doprovodný katalog ke stejnojmenné výstavě. Předmluvu v ní má profesor fotografie Vladimír Birgus a rozhovor s umělcem na konci knihy vytvořila jeho manželka Maria Hard. ISBN 978-80-906444-0-3, limitovaný náklad 500 ks.
- ZUličníci 2 (2022) je pokračování fotografické pohádky ZUličníci, kterou vydalo hlavní město Praha (navazuje na projekt NE! v přírodě), jak se nechovat v lese a přírodě. Vydala Mladá fronta 2018 ISBN 978-80-7647-074-3, část nákladu směřovala zdarma dětem do Fondu ohrožených dětí Klokánek.[2][4][29][30]

- ZUličníci (2018) je autorská fotografická pohádka, u které Dereck Hard nejen nafotil všechny fotografie, ale také napsal příběh, vymyslel podobu postaviček a byl art-director celého projektu. Vydalo nakladatelství Mladá fronta v roce 2018, ISBN 978-80-204-4748-7, část nákladu směřovala do českých dětských domovů a dětských nemocnic.[2][4][31]

- PHOTOMAN! (2014) je audiovizuální fotografický komiks, který byl obohacen o aplikaci pro chytré telefony. Čtenář si mohl ke čtení pustit na míru vytvořenou hudbu (producent Dryman), s ruchy a dabingem. Dereck Hard kromě pořízení fotografií také napsal námět a byl art-directorem celého projektu. ISBN 978-80-260-7218-8, náklad 888 ks (část nákladu směřovala do většiny českých dětských domovů).[32]

- Classic Steps (2014) je obdobná publikace jako STREET KIDS, která vyšla jako lookbook Reebok Classic a představila československé tváře této značky. Náklad 4000 ks směřoval mezi lidi zdarma jako propagační tiskovina.[33]

- STREET KIDS (2012) je motivační fotografická publikace s výběrem dvaceti předních českých hudebníků, umělců a sportovců z urban/street culture. ISBN 978-80-260-3064-5, náklad 4000 ks (polovina směřovala darem do většiny českých dětských domovů).[34][35][36]

## Výstavy

### Samostatné výstavy
Vybrané samostatné výstavy autora:
- THINGS, Galerie 1 , Štěpánská 47, Praha, 4. prosince 2024 - 3. ledna 2025
- NE! v přírodě, Křížová chodba, Staroměstská radnice, Praha, 25. června – 10. července 2021[37][38]
- CLOSED, (A)VOID Gallery (cell nr. 10), Praha, 29. dubna – 11. května 2020[39]
- 9, Dudes & Barbies Gallery – Kavárna co hledá jméno, Praha, 8. listopadu – 15. prosince 2019[40]
- Co nám zrcadlí autismus, DSC Gallery, 8. – 11. dubna 2019, OC Chodov 12. dubna – 30. května 2019 / výstava pro osvětu autismu bez nároku na honorář pro nadační fond AutTalk, vystaveny portréty lidí na autistickém spektru doplněné o minimalistická zátiší jejich oblíbených předmětů (digitální tisk pod akrylové sklo 50×50 cm a 20×20 cm)[41][42]
- Livi´n – Mé pražské bydlení, Czech Photo Centre, 16. ledna – 24. února 2019 / výstava v rámci výhry Grantu Prahy na Czech Press Photo 2017, vystaveny byly ústřední portréty Pražanů ze série Livi´n, kterou autor tvoří pravidelně pro český a slovenský Red Bull (digitální tisk v hliníkových rámech 70×100 cm)[43][44]
- Love is HARD, Vnitroblock / The Chemistry Design Store / Pasáž Českého Designu, Praha, 7. – 30. listopadu 2017, audiovizuální výstava probíhající na třech místech v Praze současně, série: KURO NI KURO (digitální tisk pod akrylové sklo 70×70 cm) / Telefon (prezentace cinemagrafového videa na LG OLED 4K TV) / Dnešní vztah (prezentace cinemagrafového videa na LG OLED 4K TV)[45][46]
- Dereck Hard is... ARTELLIGENT, Galerie Portheimka D, Praha, 1. dubna – 1. května 2016 / výstava 4 cyklů z volné tvorby, konkrétně série: Little Reality (digitální tisk na dibondu 60×90 cm) / Mám virózu (piju)! (digitální tisk na forexu 70×100 cm) / WORDS (digitální tisk na kruhové samolepce 100 cm) / Suicide Still Lifes (digitální tisk pod akrylové sklo 50×50 cm)[47][48]
- SHOW, Art Salon S, Tančící dům, Praha, 30. ledna – 28. února 2014 / výstava 4 cyklů z volné tvorby, konkrétně série: Drogy (digitální tisk na forexu 250×75 cm) / Little Reality (digitální tisk na dibondu 60×90 cm) / One Man Many Styles (digitální tisk na dibondu 70×100 cm – série obohacena o instalaci MP3 se sluchátky a výběrem hudby k danému žánru) / Urban Still Lifes (digitální tisk na akrylu – podsvícený lightbox 100×100 cm)[49][50]

### Skupinové výstavy (výběr)
- Tři dekády, Dům u Černé Matky Boží, Praha, 19. června – 27. září 2020
- Czech Press Photo 2019, Staroměstská radnice, Praha, 23. listopadu 2019 – 30. ledna 2020
- Transfiguration, Orchard Galerie, New York, USA, 7. září 2019
- Detective, Centr fotografii Mart, Jekatěrinburg, Rusko, 25. května – 24. června 2019
- Czech Press Photo 2018, Galerie Františka Drtikola, Příbram, 8. února – 31. března 2019; Staroměstská radnice, Praha, 21. listopadu 2018 – 30. ledna 2019[19]
- Czech Press Photo 2017, Staroměstská radnice, Praha, 22. listopadu 2017 – 30. ledna 2018
- Art Prague, Kafkův dům, Praha, 28. února – 5. března 2017
- Čtvrtstoletí ITF, Dům fotografie, Praha, 31. května – 18. září 2016
- Prague Photo, Kafkův dům, Praha, 19. – 24. dubna 2016
- 25 let ITF, Dům umění, Opava, 14. května – 28. června 2015
- Ukradené akty, Artinbox, Praha, 30. května – 20. června 2014[51]
- OFF STATION, Moving Station, Plzeň, 17. května – 1. června 2014
- OFF festival, Pisztoryho palác, Bratislava, Slovensko, 8. – 29. listopadu 2013
- Jeunes Photographes, a Galerie Le Lac Gelé, Nimes, Francie, 27. března – 17. dubna 2013
- Interpretace aktu, Dům umění, Opava, 9. listopadu – 30. prosince 2012
- Já, ty, my, Dům umění, Opava, 20. ledna – 4. března 2012; Prague Photo – DOX, Praha, 23. – 29. března 2012
- Czech Press Photo 2010, Staroměstská radnice, Praha, 9. listopadu – 31. prosince 2010